# Natal Air Force Base
Natal Air Force Base (portugisiska: Base Aérea de Natal, engelska: Parnamirim Airport) är en flygbas i Brasilien.   Den ligger i kommunen Parnamirim och delstaten Rio Grande do Norte, i den östra delen av landet, 1 800 km nordost om huvudstaden Brasília. Natal Air Force Base ligger 49 meter över havet.
Terrängen runt Natal Air Force Base är platt, och sluttar österut. Trakten är tätbefolkad. Närmaste större samhälle är Natal, 13,1 km norr om Natal Air Force Base.
Omgivningarna runt Natal Air Force Base är en mosaik av jordbruksmark och naturlig växtlighet.